# Lanes
Lanes è un singolo dei rapper statunitensi 6ix9ine e Lil Ak, rilasciato mentre il primo era in carcere.

## Tracce
1. 6ix9ine, Lil Ak – Lanes – 2:29